# Hans Haibel
Hans Haibel (* 27. Mai 1931 in Augsburg) ist ein ehemaliger deutscher Ingenieur. Er wirkte unter anderem als Direktor der Friedrich Goetze Friedberg GmbH und als Präsident der Industrie- und Handelskammer für Augsburg und Schwaben.
Haibel besuchte die Oberrealschule und die Ingenieurakademie in Augsburg. 1953 wurde er Ingenieurexperte für Maschinenbau am Rudolf-Diesel-Polytechnikum, ebenfalls in Augsburg. Daraufhin begann er als Konstrukteur bei M.A.N. Zwei Jahre später wechselte er zur Firma Marquardt nach Friedberg, wo er von da an auch wohnte. Nachdem diese Firma mit der Goetze AG fusionierte, wurde er 1964 Geschäftsführer der Friedrich Goetze Friedberg GmbH. 1975 ging er zur HCB Consulting- und Beteiligungs-GmbH mit Sitz in Friedberg, bei der er Sprecher der Geschäftsführung, Vorsitzender des Aufsichtsrats und von 1994 an geschäftsführender Gesellschafter war.
Haibel wurde 1974 zum Vorsitzenden des Industrie- und Handelsgremiums Aichach-Friedberg gewählt und gleichzeitig zum Mitglied der Vollversammlung der IHK für Augsburg und Schwaben gewählt. Deren Präsident war er ab 1979, nach seinem Ausscheiden aus diesem Amt 1995 wurde er Ehrenpräsident. Er war zudem stellvertretender Vorsitzender der Vereinigung der Arbeitgeberverbände in Bayern (Bezirksgruppe Schwaben) und gehörte weiteren Kuratorien und Vorständen (etwa des Vereins der Bayerischen Metallindustrie, Bezirksgruppe Schwaben) sowie dem Rundfunkrat des BR an. Von 1992 bis 1997 war er Mitglied des Bayerischen Senats, dessen erster Vizepräsident er von Ende 1996 bis zu seinem Ausscheiden war.
Haibel war außerdem als Handels- und Arbeitsrichter tätig, ist Ehrensenator der Universität Augsburg, seit 1983 Träger des Bayerischen Verdienstordens und wurde mit der EUmerité 2011 ausgezeichnet.
Er ist katholisch, interessiert sich für bayerische Kirchengeschichte, heiratete 1956 Inge Marquardt und hat zwei Söhne (Hans-Peter und Michael).
1976 erhielt er das Bundesverdienstkreuz, 1984 die Staatsmedaille für besondere Verdienste um die bayerische Wirtschaft.